# IC 1256
IC 1256 ist eine Spiralgalaxie vom Hubble-Typ Sb im Sternbild Herkules am Nordsternhimmel. Sie ist schätzungsweise 219 Millionen Lichtjahre von der Milchstraße entfernt und hat einen Durchmesser von etwa 100.000 Lj.
Im selben Himmelsareal befinden sich u. a. die Galaxien NGC 6371 und NGC 6372.
Das Objekt wurde am 29. Juli 1892 von Stéphane Javelle entdeckt.